# Marenzelleria jonesi
Marenzelleria jonesi är en ringmaskart som beskrevs av Maciolek 1984. Marenzelleria jonesi ingår i släktet Marenzelleria och familjen Spionidae. Inga underarter finns listade i Catalogue of Life.